# Жолуде, Инга
Инга Жо́луде (латыш. Inga Žolude ; род. 9 августа 1984 года) — латвийская писательница.

## Биография
Изучала английскую филологию в Латвийском университете в Риге. Публикует рассказы в периодике с 2002 года. В 2011 году Инга Жолуде была удостоена Премии Европейского союза по литературе за сборник рассказов «Успокоение для адамова дерева». Дебютный роман «Теплая земля» был опубликован в 2008 году. Второй роман «Красные дети», вышедший в 2012 году, был отмечен ежегодной премией Союза писателей Латвии.
Отдельные произведения переводились на английский, болгарский, венгерский, немецкий, французский, чешский, шведский языки.
Как переводчик Инга Жолуде переводила, в числе прочих, поэзию Филипа Ларкина и Роберта Кроуфорда (англ.).

### Романы
- Santa Biblia [Святая Книга]. Riga: Dienas Grāmata (2013)
- Sarkanie bērni [Красные дети]. Riga: Dienas Grāmata (2012)
- Silta zeme [Тёплая земля]. Riga: Dienas Grāmata (2008)
- Sarkanie bērni [Красные дети]. Rīga: Dienas grāmata, 2012.
- Santa Biblia [Святая Библия]. Rīga: Dienas grāmata, 2013.
- Materia Botanica [Materia Botanica]. Rīga: Dienas grāmata, 2018.
- Vendenes lotospuķe [romāns; sērija "Es esmu..."]. Rīga: Dienas grāmata, 2021.

### Рассказы
- Sarunas no frontes [Беседы из-за линии фронта] // Mēs. XX gadsimts [We. The 20th Century ]. Riga: Dienas Grāmata (2011)
- Mierinājums Ādama kokam [Успокоение для адамова дерева: сборник рассказов]. Riga: Dienas Grāmata (2010)
- Kautrīgs piedāvājums: «Izlase» // Stāsti: prozas lasījumi klātienē un neklātienē [Скромное предложение]. Riga: Dienas Grāmata (2009)
- Baseins // Stāsti: prozas lasījumi klātienē un neklātienē [Бассейн]. Riga: Dienas Grāmata (2008)
- Netīrā veļa // Stāsti: prozas lasījumi klātienē un neklātienē [Грязное бельё]. Riga: Dienas Grāmata (2007)

## Награды и признание
- 2016, шорт-лист Латвийской литературной премии (Latvian Literature Award)
- 2012, Премия газеты Диена в области культуры (The Diena Annual Award in Culture)
- 2012, Серебряная Чернильница (Silver Ink-pot Award) присуждаемая Международным домом писателей и переводчиков в Вентспилсе и Городским советом Вентспилса
- 2012, шорт-лист Латвийской литературной премии (Latvian Literature Award)
- 2011, Премия Европейского союза по литературе (European Union Prize for Literature)
- 2009, шорт-лист Латвийской литературной премии (Latvian Literature Award) за лучший дебют года